# Нильсен, Магнус Корт
Магнус Корт Нильсен (дат. Magnus Cort Nielsen, род. 16 января 1993 в Борнхольме, Дания) — датский профессиональный шоссейный велогонщик,  выступающий с 2020 года за команду мирового тура «EF Pro Cycling». На первом своём гранд-туре – Вуэльта Испании 2016 года сумел одержать две победы на этапах.

## Достижения
2012
2-й Чемпионат Дании U23 в групповой гонке
2013
Тур Тюрингии
1-й  Горная классификация
1-й — Этап 6
1-й — Этап 1 Тур Льежа
3-й Тур Фландрии U23
3-й Тур Химмерланда
1-й — Этапы 1 и 4 Тур Дании
2014
1-й  Ронд де л'Уаз
1-й  Очковая классификация
1-й  Молодёжная классификация
1-й — Этапы 3 и 4
1-й  Истриан Спринг Трофи
1-й — Этапы 1 и 2
1-й Тур Химмерланда
1-й Гран-при Виборга
1-й Гран-при Рингерике
1-й — Этап 1 Тур Дании
2-й Тур Фьордов
1-й  Молодёжная классификация
1-й — Этап 3
2015
10-й Гран-при Плуэ
2016
1-й — Этапы 18 и 21 Вуэльта Испании
2-й Тур Дании
1-й — Этап 2
2017
1-й Классика Альмерии
1-й — Этап 3 Вуэльта Валенсии
2-й Лондон — Суррей Классик
2018
1-й — Этап 15 Тур де Франс
1-й — Этап 5 БинкБанк Тур
1-й — Этап 2 Тур Йоркшира
1-й — Этап 4 Тур Омана
2-й Тур Дубая
1-й  Молодёжная классификация
8-й Милан — Сан-Ремо
2019
1-й — Этап 4 Париж — Ницца

## Статистика выступлений
| Гранд Тур       | 2016 | 2017 | 2018 | 2019 | 2020 | 2021 | 2022 |
| --------------- | ---- | ---- | ---- | ---- | ---- | ---- | ---- |
| Джиро д'Италия  | —    | —    | —    | —    | —    | —    | 95   |
| Тур де Франс    | —    | —    | 68   | 104  | —    | 56   | DNF  |
| Вуэльта Испании | 133  | 126  | —    | —    | 67   | 77   |      |

| — | Не участвовал |